# Nationwide Arena
Nationwide Arena er en sportsarena i Columbus i Ohio, USA, der er hjemmebane for NHL-holdet Columbus Blue Jackets. Arenaen har plads til ca. 19.500 tilskuere, og blev indviet i år 2000.